# Pieczęć stanowa Michigan

Pieczęć stanowa Michigan

Pieczęć stanowa Michigan przedstawia bielika amerykańskiego.   Reprezentuje nadrzędny autorytet i jurysdykcję władz federalnych. Wapiti i łoś to symbole fauny. Słowo Tuebor ("Obronię") odnosi się do położenia geograficznego Michigan na północnym pograniczu. Stojący na półwyspie (stan Michigan zajmuje dwa półwyspy między Wielkimi Jeziorami) traper ma jedną rękę uniesioną w geście pokoju, a w drugiej trzyma strzelbę, co oznacza, że gotów jest bronić kraju. Pod tarczą srebrna wstęga z dewizą w języku łacińskim Si quaeris peninsulam amoenam circumspice ("Jeżeli szukasz miłego półwyspu, spójrz wokół siebie").
W otoku pieczęci napis: The Great Seal of the State of Michigan ("Wielka Pieczęć Stanu Michigan") i data cyframi rzymskimi (1835).
Pieczęć pochodzi z 1835 roku.

Pieczęć gubernatora
Pieczęć sekretarza stanu
Pieczęć prokuratora generalnego
Pieczęć skarbu stanowego